# Верхошижемье
Верхоши́жемье — посёлок городского типа в Верхошижемском районе Кировской области, административный центр Верхошижемского городского поселения.
Население 4108 жителей (на 2018 год).

## Этимология
Посёлок получил своё название из-за строительства этого поселения в верхней части реки Шижмы. Наименование речки, давшей имя посёлку, в переводе с угро-финского означает «дятел-река». Дятел изображён на гербе Верхошижемского района.
В документах XVIII века иногда село называли как Ильинское по названию церкви.

## География
Расстояние до административного центра города Кирова — 85 км.
Посёлок расположен на скате горы при реке Шижме, у пруда. Со всех сторон окружён лесами, которые состоят в основном из ели, сосены и пихты.

## История
Посёлок является одним из ранних поселений на территории района.
Есть несколько версий возникновения Верхошижемья. По легенде в 1677 году путешествовавший по тракту Яранск — Хлынов архиерей Трифонова монастыря остановился у реки Шижмы, чтобы напоить лошадей. Место понравилось ему, и через год здесь началось строительство монастырской дачи и деревянной церкви. По второй версии село с церковью было решено основать у Гулинской (деревня Курень). Ведь в то время она была самым большим населённым пунктом в округе.
Первоначально село состояло из церкви и домов священников, но позднее начали строиться дома для бобылей.
В 1683 году было образовано вотчинное село архиерейского дома, при строительстве холодной Ильинской церкви.
По данным Переписи 1710 года в погосте Верхошижемском было записано 12 починков, в которых стояло 28 дворов.
В переписной книге 1717 года отмечалось 23 души мужского пола.
В 1719 году построена тёплая деревянная Ильинская церковь, а в 1767 году сооружена также деревянная, но холодная Троицкая церковь.
В 1726 году разобрана церковь, холодная Ильинская церковь. А в 1800 г. другие деревянные тоже разобраны.
В 1787 — 1793 года строилась каменная Троицкая церковь, возведённая 1810 году.
Жители занимались земледелием, почтовой гоньбой, извозом и различными ремёслами: делали чёботы, картузы, пряники, сушки, выгоняли пихтовое масло.
С 7 июля 1929 года посёлок стал центром района.
1 января 1969 года Верхошижемье получило статус посёлка городского типа.
В состав Верхошижемья входят деревни, поглощённые во время расширения посёлка. Среди них: Вожгалы и Шляндинская, образовавшие улицу Кирова; Селяне; Большие Чащины (Чащинский), вошедшие в посёлок в 1969 году и превратившаяся в улицу Чащинскую и переулок Чащинский; Курень (Гулинская), объединившаяся с посёлком в 1968 году, которая сейчас называется улицей Куренской, часть бывшей деревни также находится на улице Профсоюзная. Местные жители до сих пор называют эту часть посёлка «Курень».

## Население
| Численность населения, чел. | Численность населения, чел. | Численность населения, чел. | Численность населения, чел. | Численность населения, чел. | Численность населения, чел. |
| 1970                        | 1979                        | 1989                        | 2002                        | 2010                        | 2018                        |
| --------------------------- | --------------------------- | --------------------------- | --------------------------- | --------------------------- | --------------------------- |
| 3285                        | 4502                        | 5037                        | 4519                        | 4498                        | 4108                        |

## Экономика
Основа экономики района — лесное и сельское хозяйство.
Лесной сектор района включает в себя лесозаготовительную (заготовка и первичная переработка древесины) и деревообрабатывающую промышленность (лесопиление, производство фанеры и шпона, столярно-строительных изделий). На 2008 год у юридических лиц и индивидуальных предпринимателей действовало свыше 20 цехов по переработке древесины. Основой сельскохозяйственного производства района является животноводство. Крупнейшие предприятия агросектора: ОАО «Агрофирма "Среднеивкино"» и ФГУП СП «Нива».

## Культура
К историческим памятникам относят церковь Троицы и дом купца Мошкина.
В посёлке работает районный дом культуры, центральная районная библиотека им М. М. Синцова, центральная детская библиотека им. Л.А.Лихановой, краеведческий музей им. А. Н. Зайцева, детская музыкальная школа.

## Достопримечательности
- Заречный парк
- Памятник воинам Великой Отечественной войны
- Пруд
- Троицкая церковь